# Ford en Fórmula 1
El fabricante estadounidense de automóviles Ford volverá a la Fórmula 1 en 2026 como proveedor de motores para Red Bull Racing.

## Historia

### Ford-Cosworth
Ford estuvo muy involucrado en la Fórmula 1 durante muchos años y suministró motores a una gran cantidad de equipos desde 1967 hasta 2004. Estos motores fueron diseñados y fabricados por Cosworth, la división de carreras que fue propiedad de Ford desde 1998 hasta 2004. Los llamados Ford-Cosworth ganaron 176 Grandes Premios entre 1967 y 2003 para equipos como Team Lotus y McLaren. 

### Jaguar Racing
La empresa ingresó a la Fórmula 1 como constructor en 2000 bajo la marca de Jaguar Racing, luego de comprar el equipo Stewart Grand Prix, que había sido su principal equipo en la categoría desde 1997. Jaguar logró poco éxito en la Fórmula 1, y después de cinco turbulentos temporadas, Ford se retiró de la categoría después de la temporada 2004, vendiendo Jaguar Racing y Cosworth.

### Vuelta con Red Bull Racing
En 2023, Ford anunció que regresaría a la Fórmula 1 en 2026 luego de una asociación con Red Bull Powertrains, suministrando unidades de potencia a Red Bull Racing y Racing Bulls.